# Robh Ruppel

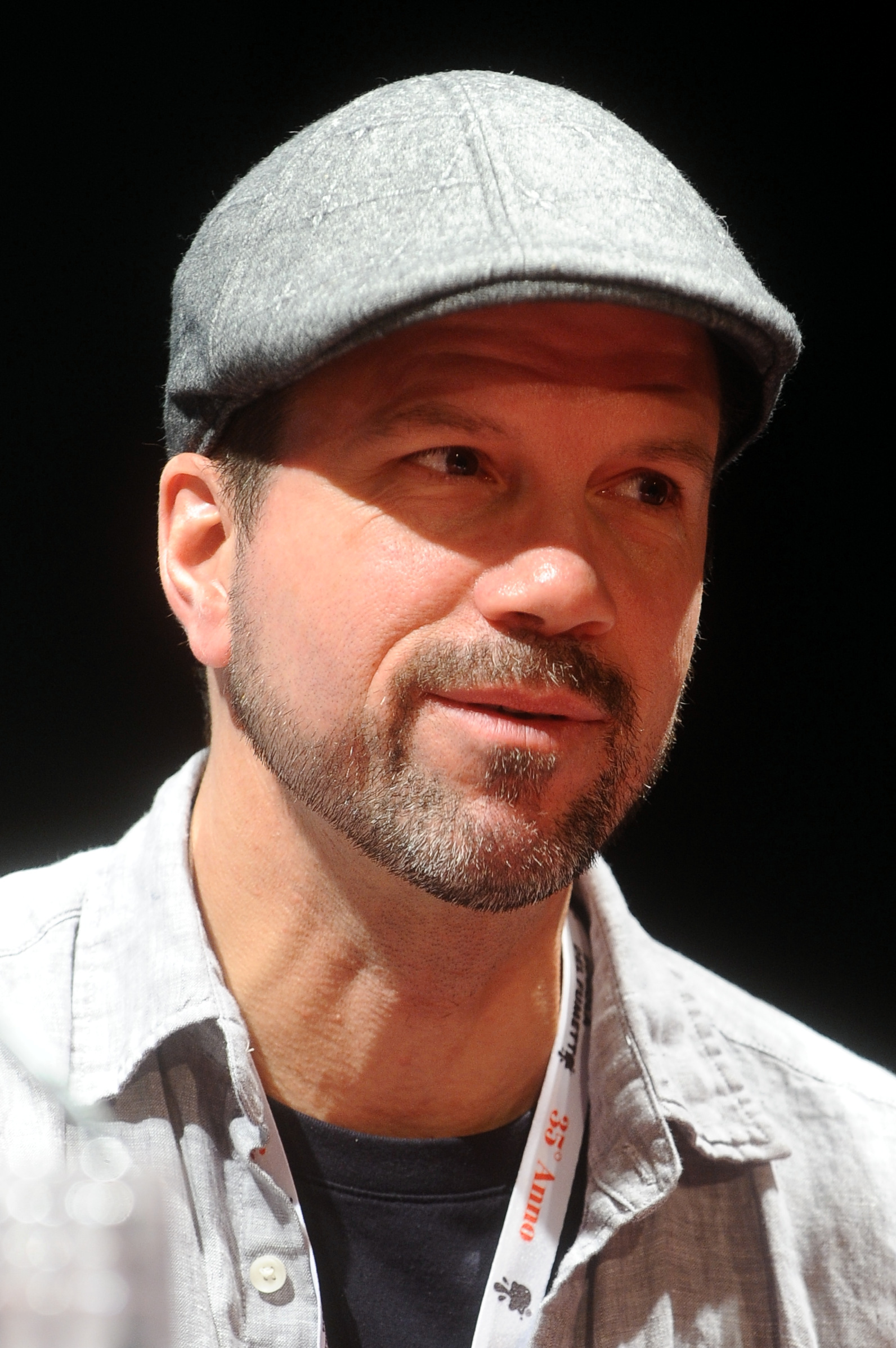

Robh Ruppel ist ein amerikanischer Künstler, der vor allem für seine Arbeit an Rollenspiel-Produkten bekannt ist. Kritiker Joseph Szadkowski von The Washington Times bezeichnete ihn als „Horror-Genie“.

## Frühes Leben
Robh Ruppel wuchs in Bellaire, Texas auf und besuchte die High School for the Performing and Visual Arts in Houston. Seine Eltern waren Roger (Architekt) und Judy Ruppel.
Ruppel arbeitete als Lehrer am Art Center College of Design in Pasadena, Kalifornien, wo er zuvor als Student Industriedesign und Illustration studierte.
Robh Ruppel ist Produktionsdesigner und Konzeptkünstler, der in Spielen und Spielfilmen arbeitet. Er führte Regie bei Meet the Robinsons und Bärenbrüder für Disney. Er gewann die beste Art Direction für Uncharted 2.

## Karriere
Robh Ruppel arbeitete ab 1992 mehrere Jahre für TSR und produzierte Cover- und Interior-Artworks für Produkte aus den Forgotten Realms, Dragonlance und Ravenloft Settings,  unter anderen. 1994 begann er auch, Artworks für das Planescape-Setting zu produzieren, was den Großteil seiner Karriere bei TSR ausmachte. Als TSR von Wizards of the Coast gekauft wurde, illustrierte er auch Karten für Magic: The Gathering.

## Werke

### Rollenspiele
- 1995: The Gothic Earth Gazetteer